# Richmond County Bank Ballpark
Richmond Country Bank Ballpark es una estación abandonada del Ferrocarril Staten Island, localizada en Wall Street y Richmand Terrace.
Debido a una crisis presupuestaria que sufrió la Autoridad de Transporte Metropolitano, fue cerrada el 18 de junio de 2010.
Esta estación servía a Richmond County Bank Ballpark, hogar de los Staten Island Yankees, y solo abría durante las temporadas de juegos, de junio a septiembre.